# Armando Durán Miranda
Armando Durán Miranda (Lugo, 10 de juliol de 1913 - Madrid, 13 de gener de 2001) fou un físic òptic espanyol, acadèmic de la Reial Acadèmia de Ciències Exactes, Físiques i Naturals.

## Biografia
El 1933 es llicencia en Ciències Exactes i Físiques amb premi extraordinari en la Facultat de Ciències de la Universitat de Madrid. El 1934 fou ajudant de termologia al laboratori de Julio Palacios Martínez. Després de la guerra civil espanyola fou nomenat professor d'electricitat i magnetisme i de física Matemàtica a la Universitat, mentre que el 1943 es doctora amb la tesi Estudio físico de la miopia nocturna. El 1945 assolí la càtedra d'òptica de la Universitat Complutense i col·laborà en la creació de l'Institut Daza de Valdés vinculat al CSIC. De 1951 a 1956 fou director general d'ensenyament tècnic i director de l'Institut d'Estudis Nuclears de la Junta d'Energia Nuclear. De 1962 a 1966 fou president de la Reial Societat Espanyola de Física i Química i el 1970 fou escollit acadèmic de la Reial Acadèmia de Ciències Exactes, Físiques i Naturals, en la que va ingressar el 1975 amb el discurs De la Biología a la Física. També fou assessor de l'Institut Nacional de Tècnica Aeroespacial d'Espanya, membre del Comitè Científic i Tècnic de la Comissió Nacional de Recerca de l'Espai i coordinador de la Comissió Assessora de Recerca Tècnica i Científica del Ministeri d'Educació i Ciència d'Espanya.
El 1983 es jubilà i col·laborà en la redacció del Vocabulario Técnico y Científico editat per la Reial Acadèmia de Ciències. Va morir a Madrid el 13 de gener de 2001. Li foren concedides les grans creus de l'Orde d'Alfons X el Savi i de l'Orde del Mèrit Civil.